# Ácido 2,3-dimetoxibenzoico
Ácido 2,3-dimetoxibenzoico é o composto orgânico de fórmula linear (CH3O)2C6H3CO2H e massa molecular 182,17. É classificado com o número CAS 1521-38-6, número de registro Beilstein 2210858, número EC 216-188-4, número MDL MFCD00002432 e PubChem 24893411.